# Iwaniwci (obwód czerniowiecki)
Iwaniwci (ukr. Іванівці) – wieś na Ukrainie, w obwodzie czerniowieckim, w rejonie dniestrzańskim, w hromadzie Kielmieńce. W 2001 liczyła 3253 mieszkańców, spośród których 3218 wskazało jako ojczysty język ukraiński, 23 rosyjski, 6 mołdawski, 2 białoruski, 1 ormiański, a 3 inny.